# La Tempête imminente
La Tempête imminente (titre original : The Gathering Storm) est le douzième volume de la série La Roue du temps de  Robert Jordan. Le décès en 2007 de l'auteur l'a laissé inachevé. Sa femme, Harriet McDougal, et son éditeur ont choisi Brandon Sanderson pour poursuivre son œuvre.
Le roman débute avec Rand al'Thor qui lutte pour unir un réseau morcelé de royaumes et d'alliances en préparation de la Dernière Bataille, tandis que ses alliés observent en terreur l'ombre qui semble grandir à l'intérieur du Dragon Réincarné lui-même. Egwene al'Vere est une captive de la Tour Blanche et soumise aux lubies de sa tyrannique dirigeante. Elle travaille à tenir unies les diverses factions des Aes Sedai, alors que se prépare une attaque des Seanchans, qu'elle savait, imminente. Son combat prouvera le courage des Aes Sedai, et son conflit décidera du futur de la Tour Blanche et, possiblement, du monde lui-même.
La version originale américaine a été publiée le 27 octobre 2009 par Tor Books aux États-Unis et par Orbit au Royaume-Uni.
Ce livre est resté inédit en français pendant douze ans. Bragelonne a annoncé en 2011 avoir repris les droits pour publier l’œuvre selon la tomaison originale et avec une nouvelle traduction. L'éditeur a publié le premier volume, L'Œil du monde, en 2012. La Tempête imminente est parue le 6 octobre 2021.

## Écriture et publication
L'auteur a annoncé en 2006 être atteint d'une maladie rare qui réduirait son espérance de vie à une moyenne de quatre ans,. La série devait se finir en un seul volume titré A Memory of Light, sa mort en 2007 l'a laissé inachevé. Cependant sa femme a annoncé qu'il avait laissé suffisamment de notes et d'informations sur la fin de l'histoire pour permettre sa publication. Brandon Sanderson a été choisi pour le terminer. La longueur du livre décida l'éditeur à le découper en trois volumes : La Tempête imminente, Les Tours de Minuit et Un souvenir de lumière.

## Résumé

### Egwene al'Vere
Egwene al'Vere est toujours captive à Tar Valon, reçoit ses punitions journalières de la part de la Maitresse des Novices, Silviana Brehon, et est constamment gavé de fourche-racine par Katerine Alruddin et Barasine. 
Elaida la convoque alors à un diner en tant que servante. Elle décide de se taire pour rester digne, et entend qu'Elaida souhaite créer un Quatrième serment, celui d'obéissance à la Chaire d'Amyrlin.
Elle continue de semer des doutes dans l'esprit des sœurs qu'elle rencontre sur sa capacité à être la Chaire d'Amyrlin, tel que Bennae Nalsad, Nagora ou Suana Dragand. Elle continue de voir Meidani, et lui apprend à voyager par portail. C'est alors qu'elle rencontre les sœurs qui traquent l'Ajah noir : Seaine, Doesine, Yukiri et Saerin. Elle exige leur aide pour réunifier la Tour Blanche.
Alors qu'elle visitait Fera, Myasi et Tesan, pour parler de Rand et de comment une Chaire d'Amyrlin devrait procéder face à lui, Katerine lui annonce qu'Elaida lui interdit maintenant ses leçons. Alors qu'elle nettoie les cuisines, Laras lui propose de s'évader, mais elle refuse. Le même soir, elle doit participer à un grand diner organisé par Elaida face à tous les Ajah. Alors qu'Elaida lui pose une question sur les seanchaniens, elle comprend que face à toutes ces sœurs, elle ne pouvait plus rester silencieuse. Elle se met alors à lui exposer toutes ses fautes, et à annoncer à toutes les sœurs son désir d'imposer un 4e serment. Elaida perd ses nerfs, la frappe avec le pouvoir, la bannit en prison et proclame dans toute la ville qu'elle est un Suppôt des Ténèbres.
Egwene est alors placée en cellule pendant plusieurs jours, puis lorsqu'elle est renvoyée chez la nouvelle maitresse des Novices, Katerine Alruddin, elle apprend que Silviana a demandé sa libération. Egwene rentre dans sa chambre et trouve Verin, qui viole délibérément le premier serment devant elle, en mentant sur sa robe verte. Verin était en fait une Aes Sedai fidèle à la Lumière, infiltré dans l'Ajah noir. Elle donne ses 2 livres à Egwene, dévoilant toutes les Aes Sedai liée au ténèbres qu'elle a pu identifier, leurs contacts et structures. Ce n'est qu'en se suicidant qu'elle a pu passer outre aux serments qu'elle avait prêtés en intégrant l'Ajah Noire. Egwene prend connaissance de centaines de sœurs corrompues[pas clair], dont Alruddin, Alviarin ou encore Sheriam.
La Tour Blanche est subitement attaquée par des seanchaniens, à dos de raken, et capturent des Aes Sedai. Egwene, enragé, retrouve Nicola, et forme un cercle avec des novices ; et grâce à des Sa'angreal, contre-attaquent sur les Raken. 
À la fin de l'attaque, Egwene est épuisée, et alors qu'elle s'endort, elle est sauvée à son insu par Gawyn, Siuan et Gareth Bryne qui l’amènent au camp des rebelles. 
Les Aes Sedai se rend compte qu'Elaida a été capturé par les seanchanien, et décide de valider Egwene comme la Chayre d'Amyrlin légitime.
Alors qu'Egwene voulait donner l'attaque de la Tour blanche, elle est enfin choisie officiellement, mais les 60 membres de l'Ajah noir présentes dans la Tour Blanche ont réussi à s'échapper.

### Devant Tar Valon
La Jeune Garde de Gawyn continue ses escarmouches contre les soldats de Gareth Bryne. Petit à petit, il se remet en question, et commence à comprendre qu'Elaida cherche à le faire tuer.
Siuan cherche à calmer les ardeurs de Romain et de Lelaine, qui utilise l'absence d'Egwene pour tenter de devenir la prochaine Chaire d'Amyrlin. Maintenant qu'Halima a été démasqué, elle transmet ses informations à Egwene par le Tel'aran'rhiod'.
Gawyn abandonne la Jeune Garde pour rejoindre le camp des rebelles, après avoir entendu Katerine Alruddin parler des punitions de Chaire d'Amyrlin des rebelles, Egwene al'Vere. Il rejoint alors Gareth Bryne dans son camp, et se remet à jour des nouvelles du monde, de sa sœur et des rejetés. Il accuse toujours Rand d'être la cause de ses problèmes.
Sheriam Bayanar, heureuse de ne plus avoir Halima dans le camp, vole tous les artéfacts de Tel'aran'rhiod des rebelles.
Romanda, Siuan et Lelaine questionne Shemerin, une Aes Sedai rétrogradé au statut d'Accepté par Elaida, et découvrent un nouveau passage secret pour rejoindre la Tour Blanche.
Alors que Siuan parlait avec Egwene des membres de l'Ajah noir, Egwene disparait abruptement du Tel'aran'rhiod, au même moment que l'attaque des seanchaniens a lieu. Elle va directement voir Gawyn pour le prévenir qu'Egwene est en danger et qu'il faut la sauver. Ils réussissent à convaincre Gareth Bryne, qui vient accompagné d'une troupe de soldats.
Gareth entre dans Tar Valon, et tue un couteau de Sang. Siuan le guérit de son empoisonnement et pense avoir déjoué la prédiction de Min.
Egwene enfin de retour dans son camp est en colère, elle devait rester à Tar Valon pour prendre le pouvoir. Néanmoins, elle profite de sa présence dans le camp des rebelles pour effectuer une purge des membres de l'Ajah Noire, en commençant par Sheriam.
Une fois le camp nettoyé, elle se prépare à attaquer Tar Valon, mais est enfin accueillie comme Chayre d'Amyrlin.

### Arad Doman
De son côté, Rand se trouve à Bandar Eban, où il essaye d'instaurer la paix et de préparer le pays à la Dernière Bataille. Cependant, les troubles dans la région ne facilitent pas sa tâche d'autant plus qu'il sombre de plus en plus dans la folie et la paranoïa et que la nourriture apportée par les Régentes de Vents est périmée, et la population locale s'affame de plus en plus vite. 
Le général Ituralde se bat contre l'armée seanchanienne, et réussit à battre le général Turan avec une stratégie qui ne sera plus réutilisable, en cachant son armée dans les bâtiments, vu que les éclaireurs analysent son armée que par le ciel, sur dos de raken.
Cadsuane continue d'interroger Semirhage sans la torturer, et comprend que son statut de légende (à la rejeté, comme à elle-même) la protègera quoi qu'il arrive de tout type de torture. Elle cherche alors en elle-même comment elle ferait pour se briser.
Lors d'une dernière bataille, l'armée du général Ituralde est cernée, et est prête à se faire massacrer. C'est alors que Rand le rejoint et lui propose une fuite par portail, contre son aide pour établir la paix en Arad Doman, en lui proposant le trône.
Dans ses rêves, Rand rencontre Moridin, et reconnait Ishamael. Il comprend que seuls les torrents de feu peuvent tuer les rejetés. Il lui annonce alors qu'il tuera le Ténébreux, mais Moridin lui répond que si le Ténébreux, et que seul la Lumière gagne, c'était comme si le Ténébreux avait gagné.
Cadsuane a compris que seule l'humiliation marcherait avec Semirhage, elle se décide de lui infliger des fessées, jusqu'à ce qu'elle accepte de manger ses haricots renversés au sol. Semirhage le vit mal, et commence 
Seule dans sa cellule, Semirhage, cherche la meilleure manière de torturer Cadsuane, qui l'humilie régulièrement par ses fessées. Shaidar Haran apparait alors et la libère de son bouclier en tuant les Aes Sedai dans le couloir, et Elza Penfell, membre de l'Ajah noir, vient l'accompagner.
Rand, au Saldea avec Davram Bashere, demande à Rodel Ituralde de tenir contre la flétrissure et lui promet 100 Asha'man dans une semaine. À son retour dans le manoir du Seigneur Tallaen, dans sa chambre avec Min, Semirhage, déguisé en servante, lui met un adam masculin autour du cou. Elle s'assure alors d'utiliser l'adam pour montrer à Rand son contrôle, le force à utiliser le Saidin pour faire du mal à Min, puis de l'étrangler de ses propres mains. Lews Therin reconnait alors une étrange force en lui, le Vrai Pouvoir, mais il interdit Rand de l'utiliser parce qu'il appartient au Ténébreux. Rand s'en sert quand même pour se libérer, et tuer Semirhage et Elza d'un torrent de feu. 
Cadsuane est maintenant banni du cercle de Rand, mais décide de le suivre tout en restant caché. Elle est frustrée parce qu'elle n'est plus en position de guider Rand, admet des erreurs de communication, mais refuse la responsabilité du vol de l'Adam. Elle a alors une idée, qu'elle partage avec Sorilea. Rand remarque la présence de Cadsuane au loin, mais le tolère. Elle discute alors avec Nynaeve de Lan, mais aussi de Mat et Perrin, ce qui lui donne des informations sur leurs localisations.
Nynaeve continue de voir Merise, Corele et Cadsuance tous les soirs. Dans les donjons de Bandar Eban, elle guérit Milisair Chadmar d'un empoisonnement. Elle questionne alors les geôliers sur le fameux messager, et découvre que l'apprenti Kerb était celui qui donnait de la nourriture aux 2 prisonniers. Elle annonce sa découverte à Rand, en lui précisant que le jeune homme a une sorte de blocage. Rand comprend qu'il s'agit d'une Coercition. Alors que Nynaeve tente de le guérir de cette emprise mentale, Kerb réussit à dire une dernière parole avant de mourir, la forteresse de Natrin.
Tuon, qui se remet mal de la traitrise de la Haute-Dame Suroth, se rend compte que Mat lui avait dit la vérité au sujet des Trollocs. Elle accepte alors de voir le Dragon Réincarné à Falme. Lors du rendez-vous, Rand est sous tension, et possède à portée de main, sa clé d'accès Choedan Kal, le plus puissant ter'angreal au monde, au cas où il devrait tuer tout le monde. Rand demande directement un accord de paix, mais la tension rend la discussion compliquée. Tuon mentionne alors Mat à Rand et Nynaeve, pour changer de sujet, et assimile les réactions surprises et protectrices à son sujet. Elle se rend compte qu'il est difficile de lui résister, et remet en question la puissance des Ta'averen. Elle remarque alors un Halo de ténèbres autour de Rand, et refuse la trêve. Une fois la réunion terminée, elle ordonne l'attaque de Tar Valon, et devient officiellement l'Impératrice du Seanchan, sous le nom de Fortuona Paendrag.
À peine rentré à Bandar Eban, Rand se prépare directement pour aller affronter Graendal dans sa cachette, il se rend sur place accompagné de Min et de Nynaeve. Il se sert d'un noble mineur qu'il laisse se faire avoir par Coercition, et une fois confirmé, il bombarde la forteresse de torrent de feu, tuant tous les occupants. Nynaeve, est choqué, mais confirme la disparition de la coercition.

### Perrin Aybara
Perrin a enfin retrouvé Faile, et les Asha'man sont trop fatigués pour créer des portails. Perrin décide de retourner dans le rêve des loups, où il avait laissé Sauteur et Tueur. Alors qu'il demande à Sauteur de lui apprendre à se déplacer dans le Ter'aran'rhiod, celui-ci refuse en l’éjectant du rêve.

### Aviendha
Aviendha continue de subir des punitions de la part des autres matriarches sans qu'elle ne comprenne pourquoi. Alors qu'une bulle maléfique brule une tente, elle montre l'étendue de son pouvoir en se servant d'une rivière avoisinante pour éteindre le feu.
Min vient voir Aviendha pour lui parler de Rand, et de sa méfiance grandissante. Cette discussion la met en colère, et elle va alors remettre en question ses punitions en confrontant les Matriarches Amys, Bair et Melaine. C'est alors qu'elle lui fait comprendre qu'elle est leur égale, et qu'elle peut alors faire son pèlerinage à Rhuidean. Elle s'en va avec un portail.

### Mat
Mat continue son chemin vers Caemlyn en compagnie de Thom, Juilin et Thera, Aludra, les 3 Aes Sedai Teslyn, Joline et Edesina. Après avoir laissé Tuon aux gardes de la mort, Mat ne fait que de penser à elle, en en parlant constamment à Talmaes. 
Après un court arrêt à Hinderstap, un village où toutes les nuits les villageois s'entretuent puis ressuscitent chaque matin, Mat réfléchit à comment sauver Moiraine des Aelfinns.
Mat rencontre alors Verin, attiré vers lui par la trame, et lui donne une lettre qu'il doit ouvrir sous 10 jours. Verin accepte de les faire voyager par portail, mais les prévient qu'elle a reçu les portraits de Mat et Perrin par un Suppôt des Ténèbres.